# 能登鐵道NT300型柴聯車
能登鐵道NT300型柴聯車（日语：／ Noto Tetsudō NT200-gata kidōsha）是能登鐵道的七尾線使用的觀光列車用柴聯車，其暱稱為「能登里山里海號」。NT300型是能登鐵道為了吸引北陸新幹線延伸至金澤站的路段開通帶來的旅客人潮，而在石川縣及七尾線沿線行政區的財政支援下，於2015年3月引進的2輛新型車輛，並在同年的4月29日開始投入使用。
本型車的設計與作為普通列車用的能登鐵道NT200型柴聯車相同，但在內裝及車體塗裝方面進行改良。本型車的2輛車輛通常作為一個編組的觀光列車行駛，但能與NT200型柴聯車進行連結，因此在平日時段可與普通列車連結進行運轉。

## 規格與構造
本型車的車體以NT200型柴聯車為基礎而打造，塗裝採用象徵著能登半島海洋的「日本海藍」，車體下半部則使用象徵大地豐收的胭脂紅；而整體塗裝也採用鏡面加工。車體側面的窗戶為避免影響旅客觀看沿途風景，因此使用防霧的雙層玻璃。靠近七尾站方向的客室座位全數設計成面向海洋的座椅，面向山岳一側的區域則設置比一般座位高150mm的沙發座椅。其中NT301號柴聯車靠近七尾站側的沙發區設有服務櫃台，NT302號柴聯車配備著無障礙廁所。而車廂內的其他區的高度提升100mm。
NT301號柴聯車的座椅採用象徵著「里山」的橘色系布料，NT302號柴聯車則使用象徵「里海」的藍色系布料。而兩輛列車的座椅表面布料則點綴著「能登霧島」（杜鵑花）的圖樣。本型車的內裝大量使用七尾線沿線地區的傳統工藝品，包括輪島塗等。靠近穴水站一側的副駕駛室區域則設置讓乘客展望的專用空間，並且只在沙發區域上方設置行李架。而本型車的空調與機電系統皆使用與NT-200型柴聯車相同的設備。

## 運用
本型車於2015年4月29日開始投入使用，並在周末、國定假日及暑假期間（週三除外）作為觀光列車運轉；其行駛速度也較能登鐵道的普通列車慢。平日則將其中一輛車輛與普通列車連結進行運轉。2025年4月6日，「能登里山里海號」作為向旅客講述2024年能登半島地震的七尾線沿線受災和災後重建歷程的「震災說故事觀光列車」進行運轉，除振興鐵路事業之外也向旅客傳達震災的記憶。